# Hartley Castle
Hartley Castle är ett slott i Storbritannien.   Det ligger i grevskapet Cumbria och riksdelen England, i den centrala delen av landet, 400 km norr om huvudstaden London. Hartley Castle ligger 222 meter över havet.
Terrängen runt Hartley Castle är kuperad österut, men västerut är den platt. Runt Hartley Castle är det ganska glesbefolkat, med 34 invånare per kvadratkilometer. Närmaste större samhälle är Appleby-in-Westmorland, 15,5 km nordväst om Hartley Castle. Trakten runt Hartley Castle består i huvudsak av gräsmarker.